# گلیرمو سابایبر
گلیرمو سابایبر استورگا (اسپانیایی: Guillermo Subiabre Astorga‎؛ ۲۵ فوریهٔ ۱۹۰۳ – ۱۹۶۴) یک بازیکن فوتبال اهل شیلی بود.

## تیم ملی
وی همچنین در تیم ملی فوتبال شیلی بازی کرده‌است.